# ادوین برامال
ادوین برامال (انگلیسی: Edwin Bramall; ۱۸ دسامبر ۱۹۲۳ – ۱۲ نوامبر ۲۰۱۹) فرد نظامی اهل بریتانیا بود. وی همچنین برندهٔ جوایزی همچون صلیب نظامی و نشان بند جوراب شده‌است.
او یک افسر ارتش بریتانیا بود. وی بین سال‌های ۱۹۷۹ تا ۱۹۸۲ به عنوان رئیس ستاد کل، رئیس حرفه‌ای ارتش بریتانیا، و از سال ۱۹۸۲ تا ۱۹۸۵ به عنوان رئیس ستاد دفاع، رئیس حرفه‌ای نیروهای مسلح بریتانیا خدمت کرد.